# Пинежский район
Пи́нежский райо́н — административно-территориальная единица (район) и муниципальное образование (муниципальный район) в составе Архангельской области Российской Федерации.
Административный центр — село Карпогоры.

## География
Пинежский район относится к районам Крайнего Севера и расположен на востоке материковой части Архангельской области, площадь его территории 32120 км².
Граничит:
- на западе с Холмогорским районом,
- на северо-западе с Приморским районом,
- на юго-западе с Виноградовским районом,
- на севере с Мезенским районом,
- на северо-востоке с Лешуконским районом,
- на юге с Верхнетоемским районом,
- на востоке c Удорским районом Республики Коми.

На территории района находится Пинежский заповедник, 7 заказников (Двинско-Пинежский, Кулойский, Монастырский, Сурский, Железные ворота, Пучкомский, Веркольский) и 4 памятника природы. Основные полезные ископаемые района: глины кирпичные, торф, минеральные воды. Крупнейшие реки района: Пинега, Сотка (Кулой), Олма, Кёлда, Выя, Юла, Покшеньга, Шуйга, Пюла, Сура, Нюхча, Ёжуга, Явзора, Мысовая (Поганца). Пинега связана с Кулоем каналом Кулой — Пинега. Крупнейшие озёра района: Красный Окунь, Тельдозеро, Полтозеро, Ковальское, Чакольское, Карасозеро, Кураское, Турское, Сояльское, Вешкозеро, Солозеро, Чулос.

## История
Веркольский могильник с погребением женщины по обряду трупоположения датируется XI веком. XII веком датируется найденный в Великом Новгороде деревянный цилиндр-замок (пломба) на котором имеется надпись «В Пинезе 3 тысяче» и княжеский знак в виде трезубца.
В 1616 году из Двинской земли выделился Кеврольский уезд. В 1780 году, на его месте создан Пинежский уезд с центром в городе Пинеге, просуществовавший до 1927 года.
Интервенты не придавали особого значения делам на Пинеге. В октябре 1918 года пришедшие с верховий Пинеги красные вступили в Карпогоры в первый раз, но разбитые у Марьиной Горы отступили в Верколу. Второй раз на Карпову Гору красные пошли в 20-х числах ноября 1918 года. 25 ноября большевики после разгрома у Марьиной Горы ушли из Карпогор в Верколу. Красные вернули Карпогоры 5 декабря 1918 года. Интервенты и белые отступили к Труфановой Горе. Карпогоры почти на год получили советскую власть. 7−8 ноября состоялся Пинежский чрезвычайный съезд советов. В конце марта 1919 года Айронсайд предпринял большое наступление на Пинежском фронте от деревни Остров к Карпогорам, но у деревни Земцово отряд англичан и белых во главе с полковником Бортоном был остановлен и отступил. В ноябре 1919 года началось отступление 2-й бригады из Карпогор, дезертирство местных красноармейцев, саботаж деревень, бой с мятежниками в Верколе, попытка белых с Вашки выйти в тыл, отступление к Шиднеме и Верхней Тойме. Развал красного фронта на Пинеге обернулся захватом белым отрядом капитана Н. П. Орлова Яренска и почти всей территории нынешней Республики Коми. Красные вернулись в Карпогоры в феврале 1920 года.
В 1929 году из части упразднённого Архангельского уезда в Архангельском округе Северного края были образованы Пинежский район с центром в Пинеге и Карпогорский район. В состав Пинежского района с центром в Пинеге вошли территории Пинежской волости и Карьепольского и Совпольского сельсоветов. Всего в районе насчитывалось 16 сельсоветов: Вальтегорский, Вижевский, Волдокурский, Высокогорский, Вонгский, Завражский, Карьепольский, Кулойский, Леуновский, Пильегорский, Совпольский, Сояльский, Труфаногорский, Усть-Починский, Чакольский, Юрольский. В 1945 году Карьепольский и Совпольский сельсоветы были переданы из Пинежского района в состав Мезенского района. 17 июня 1954 сельсоветы Труфаногорский и Усть-Починский были объединены в Труфаногорский, Вижевский и Пильегорский — в Пильегорский сельсовет, Вонгский и Юрольский — в Юрольский сельсовет. 5 января 1959 сельсоветы Высокогорский и Чакольский сельсоветы были объединены в Чакольский, Вальтегорский и Труфаногорский — в Труфаногорский сельсовет, Волдокурский и Завражский — в Завражский сельсовет. 11 сентября 1959 года путём слияния Пинежского и Карпогорского районов был создан Пинежский район с центром в селе Карпогоры. В 1960 году сельсоветы Кротовский и Покшеньгский были объединены в Покшеньгский сельсовет, а Кулойский и Пинежский — в Пинежский сельсовет. 1 сентября 1963 года Пинежский район был преобразован в Пинежский сельский район с центром в селе Карпогоры. В состав района вошёл рабочий посёлок Пинега и 14 сельских советов: Ваймужский, Веркольский, Карпогорский, Кеврольский, Кушкопальский, Лавельский, Нюхченский, Покшеньгский, Сулецкий, Сурский, Труфаногорский, Чакольский, Шотогорский и Юрольский. 12 января 1965 года Пинежский сельский район был упразднён и вновь образован Пинежский район с центром в Карпогорах. 5 октября 1966 Сулецкий сельсовет был переименован в Сосновский. На 1 января 1992 года действовало 17 сельсоветов: Веркольский, Карпогорский, Кеврольский, Кушкопальский, Лавельский, Междуреченский (образован в 1984 году), Нюхченский, Пинежский, Покшеньгский, Сийский, Сосновский, Сурский, Труфаногорский, Чакольский, Шилегский, Шотогорский и Юрольский. В настоящее время на территории района расположено 124 населённых пункта, из них 2 села, 98 деревень, 24 посёлка в составе 15 муниципальных образований.

## Население
В 1939 году численность населения Карпогорского района составляла 21,6 тыс. чел., Пинежского района — 17 559 человек. В 1959 году в Пинежском районе проживало 34 235 человек.
| 2002    | 2006    | 2008    | 2009    | 2010    | 2011    | 2012    | 2013    | 2014    |
| ------- | ------- | ------- | ------- | ------- | ------- | ------- | ------- | ------- |
| 33 516  | ↘32 198 | ↘31 498 | ↘31 210 | ↘26 978 | ↘26 870 | ↘26 019 | ↘25 209 | ↘24 561 |
| 2015    | 2016    | 2017    | 2018    | 2019    | 2020    | 2021    | 2023    |         |
| ↘23 799 | ↘22 999 | ↘22 468 | ↘21 996 | ↘21 471 | ↘20 937 | ↘18 583 | ↘17 966 |         |

У жителей Пинежского района в выборке «Пинега» на первом месте находится Y-хромосомная гаплогруппа R1a1-M198 — 39,5 % (R1a1a* — 7,9 %, R1a1a1g1-M458 — 31,6 %). На втором месте находится гаплогруппа N1a1a-M178 (23,7 %), на третьем — N1a2b-P43 (15,8 %), на четвёртом — гаплогруппа R1b1a2-M269 (14 %), на пятом — гаплогруппа I2a1-P37.2 (4,4 %). Далее идут гаплогруппы I1-M253, J1* и Q-M242 — по 0,9 %.
Исследование 2021 года показало, что аутосомы хотя бы части Пинежского района (сельсовет не указан) абсолютно местные, близкие лешуконцам и коми..
Антропологическое обследование популяции Нюхченского, Сосновского, Сурского и Ново-Лавелевского сельсоветов Пинежского района показало, что население данной популяции близко не к существующим восточным финно-уграм, а, например, к старожильческому русскому населению. По митохондриальной ДНК наиболее близким к населению Пинеги оказалась русская популяция Каргополь, далее следуют немцы, литовцы и поляки. Митохондриальная гаплогруппа U5b присутствует в пинежской популяции с частотой в два раза выше, чем в других русских популяциях.

### Национальный состав
По итогам переписи населения 2020 года проживали следующие национальности (национальности менее 0,1 % и другое, см. в сноске к строке «Другие»):
| Национальность | Численность, чел. | Доля     |
| -------------- | ----------------- | -------- |
| Русские        | 18 031            | 97,03 %  |
| Украинцы       | 120               | 0,65 %   |
| Белорусы       | 40                | 0,22 %   |
| Другие         | 392               | 2,10 %   |
| Итого          | 18 583            | 100,00 % |

## Административное деление
В Пинежский район как административно-территориальную единицу области входят 17 сельсоветов: Веркольский, Карпогорский, Кеврольский, Кушкопальский, Лавельский, Междуреченский, Нюхченский; Покшеньгский, Сийский, Сосновский, Сурский, Шилегский, Пинежский, Труфаногорский и Юрольский, Шотогорский и Чакольский.
В Пинежский муниципальный район всего входит 14 муниципальных образований со статусом сельских поселений.
| №  | Муниципальное образование | Административный центр | Количество населённых пунктов | Население (чел.) | Площадь (км²) |
| -- | ------------------------- | ---------------------- | ----------------------------- | ---------------- | ------------- |
| 1  | Веркольское               | деревня Веркола        | 5                             | ↘359             | 1567,94       |
| 2  | Карпогорское              | село Карпогоры         | 7                             | ↘4752            | 748,41        |
| 3  | Кеврольское               | деревня Кеврола        | 4                             | ↘415             | 93,16         |
| 4  | Кушкопальское             | деревня Кушкопала      | 3                             | ↘362             | 2645,90       |
| 5  | Лавельское                | посёлок Новолавела     | 7                             | ↘758             | 1959,92       |
| 6  | Междуреченское            | посёлок Междуреченский | 4                             | ↘1126            | 627,07        |
| 7  | Нюхченское                | деревня Занюхча        | 3                             | ↘340             | 1224,95       |
| 8  | Пинежское                 | посёлок Пинега         | 45                            | ↘3357            | 11411,46      |
| 9  | Пиринемское               | деревня Пиринемь       | 12                            | ↘499             | 2288,62       |
| 10 | Покшеньгское              | деревня Кобелево       | 5                             | ↘255             | 236,30        |
| 11 | Сийское                   | посёлок Сия            | 2                             | ↘1331            | 2865,37       |
| 12 | Сосновское                | посёлок Сосновка       | 5                             | ↘1046            | 2494,82       |
| 13 | Сурское                   | село Сура              | 16                            | ↘1535            | 2615,27       |
| 14 | Шилегское                 | посёлок Ясный          | 6                             | ↘1831            | 1337,20       |

1 июня 2016 года Законом Архангельской области от 25 марта 2016 года № 408-24-ОЗ, территория упразднённого Труфаногорского сельского поселения была объединена с Пинежским сельским поселением с административным центром в посёлке Пинега.

## Населённые пункты
В Пинежском районе 124 населённых пункта.
| №   | Населённый пункт | Тип     | Население | Муниципальное образование |
| --- | ---------------- | ------- | --------- | ------------------------- |
| 1   | Айнова           | деревня | ↘75       | Карпогорское              |
| 2   | Березник         | деревня | ↗20       | Шилегское                 |
| 3   | Березник         | деревня | →1        | Пинежское                 |
| 4   | Березник         | деревня | →0        | Пинежское                 |
| 5   | Большое Кротово  | деревня | ↗39       | Покшеньгское              |
| 6   | Ваймуша          | деревня | ↗749      | Карпогорское              |
| 7   | Валдокурье       | деревня | ↗78       | Пинежское                 |
| 8   | Вальтево         | деревня | ↗10       | Пинежское                 |
| 9   | Веегора          | деревня | ↗147      | Пиринемское               |
| 10  | Веркола          | деревня | ↗446      | Веркольское               |
| 11  | Вешкома          | деревня | ↗5        | Пинежское                 |
| 12  | Вижево           | деревня | →0        | Пинежское                 |
| 13  | Водогора         | деревня | →0        | Пиринемское               |
| 14  | Воепала          | деревня | ↗261      | Пинежское                 |
| 15  | Вонга            | деревня | ↗86       | Пинежское                 |
| 16  | Высокая          | деревня | →0        | Пинежское                 |
| 17  | Голубино         | посёлок | →0        | Пинежское                 |
| 18  | Гора             | деревня | →13       | Сурское                   |
| 19  | Городецк         | деревня | →313      | Сурское                   |
| 20  | Городок          | деревня | ↗2        | Пиринемское               |
| 21  | Горушка          | деревня | →13       | Сурское                   |
| 22  | Едома            | деревня | ↘5        | Кеврольское               |
| 23  | Ёркино           | деревня | ↘244      | Кушкопальское             |
| 24  | Заборье          | деревня | ↘1        | Пинежское                 |
| 25  | Заедовье         | деревня | ↗181      | Лавельское                |
| 26  | Занаволок        | деревня | ↗35       | Лавельское                |
| 27  | Занюхча          | деревня | ↗425      | Нюхченское                |
| 28  | Заозерье         | деревня | ↗69       | Пинежское                 |
| 29  | Заозерье         | деревня | ↗2        | Пинежское                 |
| 30  | Засурье          | деревня | →32       | Сурское                   |
| 31  | Земцово          | деревня | ↗143      | Шилегское                 |
| 32  | Каргомень        | деревня | ↘14       | Пинежское                 |
| 33  | Карпогоры        | село    | ↘3404     | Карпогорское              |
| 34  | Кеврола          | деревня | ↗688      | Кеврольское               |
| 35  | Киглохта         | деревня | ↗22       | Кеврольское               |
| 36  | Кобелево         | деревня | ↗121      | Покшеньгское              |
| 37  | Конецгорье       | деревня | ↗3        | Пинежское                 |
| 38  | Кочмогора        | деревня | →3        | Пиринемское               |
| 39  | Красная Горка    | посёлок | ↗62       | Пинежское                 |
| 40  | Красное          | деревня | ↗116      | Покшеньгское              |
| 41  | Красный Бор      | посёлок | ↗151      | Пинежское                 |
| 42  | Кривые Озёра     | посёлок | ↗229      | Пинежское                 |
| 43  | Крылово          | деревня | →0        | Пинежское                 |
| 44  | Кулогора         | деревня | ↗78       | Пинежское                 |
| 45  | Кулой            | деревня | ↘13       | Пинежское                 |
| 46  | Кулосега         | посёлок | ↗281      | Сосновское                |
| 47  | Кусогора         | деревня | ↗33       | Пиринемское               |
| 48  | Кучкас           | деревня | ↘2        | Нюхченское                |
| 49  | Кушкопала        | деревня | ↘765      | Кушкопальское             |
| 50  | Лавела           | деревня | ↗46       | Лавельское                |
| 51  | Летопала         | деревня | ↗34       | Веркольское               |
| 52  | Лосево           | посёлок | ↗36       | Веркольское               |
| 53  | Лохново          | деревня | ↗229      | Покшеньгское              |
| 54  | Малетино         | деревня | ↘8        | Пинежское                 |
| 55  | Малое Кротово    | деревня | ↗60       | Покшеньгское              |
| 56  | Мамониха         | посёлок | ↗437      | Сосновское                |
| 57  | Марково          | деревня | ↗1        | Сурское                   |
| 58  | Марьина          | деревня | ↗51       | Карпогорское              |
| 59  | Матвера          | деревня | ↗169      | Пинежское                 |
| 60  | Междуреченский   | посёлок | ↘1317     | Междуреченское            |
| 61  | Михеево          | деревня | ↗33       | Пинежское                 |
| 62  | Немнюга          | деревня | ↗170      | Кеврольское               |
| 63  | Новолавела       | посёлок | ↗1241     | Лавельское                |
| 64  | Новый Путь       | посёлок | ↘12       | Веркольское               |
| 65  | Нюхча            | деревня | ↗196      | Нюхченское                |
| 66  | Окатово          | деревня | ↗22       | Пинежское                 |
| 67  | Оксовица         | деревня | →5        | Сурское                   |
| 68  | Осаново          | деревня | →0        | Сурское                   |
| 69  | Остров           | деревня | →95       | Сурское                   |
| 70  | Пахурово         | деревня | →75       | Сурское                   |
| 71  | Пачиха           | посёлок | ↘178      | Кушкопальское             |
| 72  | Пепино           | деревня | →0        | Пинежское                 |
| 73  | Першково         | деревня | ↗1        | Пинежское                 |
| 74  | Петрова          | деревня | ↗111      | Пинежское                 |
| 75  | Печгора          | деревня | →6        | Пинежское                 |
| 76  | Пильегоры        | деревня | ↗8        | Пинежское                 |
| 77  | Пимбера          | деревня | ↗3        | Сурское                   |
| 78  | Пинега           | посёлок | ↗3786     | Пинежское                 |
| 79  | Пиринемь         | деревня | ↗399      | Пиринемское               |
| 80  | Подрадье         | деревня | ↗18       | Пинежское                 |
| 81  | Почезерье        | деревня | ↘1        | Пинежское                 |
| 82  | Привокзальный    | посёлок | ↗180      | Междуреченское            |
| 83  | Прилук           | деревня | →22       | Сурское                   |
| 84  | Репище           | деревня | ↗8        | Лавельское                |
| 85  | Русковера        | посёлок | ↗546      | Шилегское                 |
| 86  | Ручьи            | посёлок | ↗4        | Лавельское                |
| 87  | Сия              | посёлок | ↘1293     | Сийское                   |
| 88  | Слуда            | деревня | →9        | Сурское                   |
| 89  | Смутово          | деревня | →0        | Веркольское               |
| 90  | Сога             | посёлок | ↗326      | Междуреченское            |
| 91  | Сосновка         | посёлок | ↗1091     | Сосновское                |
| 92  | Сояла            | деревня | ↘9        | Пинежское                 |
| 93  | Сульца           | деревня | ↗264      | Сосновское                |
| 94  | Сура             | село    | ↗946      | Сурское                   |
| 95  | Сылога           | посёлок | ↘472      | Сийское                   |
| 96  | Таёжный          | посёлок | ↗509      | Шилегское                 |
| 97  | Тайга            | посёлок | ↗401      | Пинежское                 |
| 98  | Труфанова        | деревня | ↗345      | Пинежское                 |
| 99  | Усть-Поча        | деревня | ↗11       | Пинежское                 |
| 100 | Холм             | деревня | ↘9        | Пинежское                 |
| 101 | Холм             | деревня | →21       | Сурское                   |
| 102 | Холм             | посёлок | ↘5        | Пинежское                 |
| 103 | Церкова          | деревня | ↗123      | Карпогорское              |
| 104 | Цимола           | деревня | ↗244      | Пинежское                 |
| 105 | Чакола           | деревня | ↗153      | Пиринемское               |
| 106 | Чешегора         | деревня | ↗27       | Пиринемское               |
| 107 | Чикинская        | деревня | ↗10       | Пинежское                 |
| 108 | Чушела           | деревня | ↗77       | Пинежское                 |
| 109 | Шангас           | посёлок | ↘74       | Междуреченское            |
| 110 | Шардонемь        | деревня | ↗462      | Карпогорское              |
| 111 | Шаста            | деревня | ↘1        | Пиринемское               |
| 112 | Шеймогоры        | деревня | ↗6        | Пиринемское               |
| 113 | Шиднема          | деревня | ↘7        | Сосновское                |
| 114 | Шилега           | посёлок | ↗306      | Шилегское                 |
| 115 | Широкое          | посёлок | ↗268      | Пиринемское               |
| 116 | Шотова           | деревня | ↗502      | Карпогорское              |
| 117 | Шотогорка        | деревня | ↗186      | Пиринемское               |
| 118 | Шуйга            | посёлок | →472      | Сурское                   |
| 119 | Шуломень         | деревня | →3        | Сурское                   |
| 120 | Щелья            | деревня | →0        | Пинежское                 |
| 121 | Юбра             | деревня | →0        | Пинежское                 |
| 122 | Юрола            | деревня | ↘9        | Пинежское                 |
| 123 | Явзора           | деревня | ↗110      | Лавельское                |
| 124 | Ясный            | посёлок | ↗1574     | Шилегское                 |

## Экономика
Основные роли в экономике играют лесозаготовка и сельское хозяйство.

## Транспорт
Дорожно-транспортная сеть развита плохо. Автомобильное сообщение между центром района и Архангельском круглогодичное, но весной и после продолжительных дождей дорога пригодна только для движения автомобилей повышенной проходимости. Прямой проезд от Карпогор до села Пинега возможен только по зимнику. Летом проезд от Карпогор до Пинеги возможен через Сию и Глубокое, что увеличивает маршрут более чем в два раза.
В районе действует железнодорожная линия Архангельск — Карпогоры Северной железной дороги ОАО «РЖД», а также ведомственная Мезенская железная дорога от Карпогор до посёлка Шангас. В перспективе будет построена железная дорога Карпогоры — Вендинга как часть проектируемой железной дороги «Белкомур». По состоянию на 2021 год её строительство не ведётся.

## Социальная сфера
В районе функционируют 22 школы, 8 начальных школ — детских садов и 22 детских сада, 1 профессиональное училище, 2 участковых больницы, 3 врачебных амбулатории, 36 фельдшерско-акушерских пункта. Организацией досуга в районе занимается 6 муниципальных бюджетных учреждений культуры с 68 структурными подразделениями, в том числе 27 библиотек, 39 домов культуры, клубов, дом народного творчества, 1 клуб-библиотека и 1 библиотека-клуб. По состоянию на 2013 год на территории района осуществляют свою деятельность 30 органов территориальной организации самоуправления, из них 2 в стадии регистрации в деревнях Воепола и Веегора. В состав органов ТОС, действующих в районе, входит 401 чел.
На территории Пинежского района расположены Пинежский краеведческий музей и Веркольский литературно-мемориальный музей Ф. Абрамова.

## Памятники природы
Природные комплексы в Пинежском районе представлены в основном карстовыми ландшафтами, образовавшимися под воздействием поверхностных и подземных вод.
Пещеры
Крупнейшей из известных пещер Пинежья, да и всего Европейского Севера России, является система «Кулогорская — Троя». Общая длина её ходов составляет более 16 километров. Она состоит из трёх пещер: Кулогорская-1, Кулогорская-2 и Троя. Ленинградская пещера на берегу реки Сотки на территории Пинежского заповедника, является одной из крупных пещер Пинего-Кулойского карстового района как по протяженности ходов, так и по суммарному объёму подземных полостей и величине подземных залов. По длине 3,6 км, уступает только Конституционной пещере (5,7 км).
Голубинский карстовый массив
Самый известный и посещаемый памятник природы Архангельской области. Здесь сохранились реликтовые виды растений и животных. Здесь представлены многие виды растений, занесённых в Красную книгу РФ: башмачок настоящий, калипсо луковичная, надбородник безлистный, пальчатокоренник Траунштейнера, качим пинежский, лобария лёгочная, бриория Фремонта, а также животных: бабочка мнемозина, бычок-подкаменщик,скопа, филин и серый сорокопут.

## Монастыри
Большую роль в жизни Пинежской земли играли монастыри. Всего перед революцией 1917 года в Пинежском уезде было 3 действующих монастыря, 8 каменных церквей, 54 деревянных церкви, 63 часовни. В 1920-е годы все они были закрыты и многие разрушены. Некоторые были сохранены как памятники истории и архитектуры.
- Иоанно-Богословский Сурский монастырь .
- Артемиево-Веркольский монастырь.
- Красногорский Богородицкий монастырь.

## Люди, связанные с районом
- Абрамов, Фёдор Александрович (1920 — 1983) — писатель, литературовед, публицист;
- Данилов, Иван Васильевич (1952 — 1998) — выдающийся советский и российский мастер колокольной музыки, историк, путешественник;
- Иоанн Кронштадтский (1829 — 1909) — священник, канонизирован РПЦ;
- Кривополенова, Мария Дмитриевна (1843 — 1924) — русская сказительница, песенница, сказочница;
- Лейбсон, Лев Германович (1900 — 1994) — советский учёный, физиолог, эндокринолог, основатель эволюционной эндокринологии;
- Петров, Георгий Иванович (1912 — 1987) — советский учёный-механик, специалист в области гидроаэромеханики и газовой динамики.
- Усов, Леонтий Андреевич (род. в 1948 году) — скульптор.